# HIM
HIM là một ban nhạc rock Phần Lan thành lập năm 1991 bởi ca sĩ chính Ville Valo, tay guita Mikko Lindstrom, tay guitar bass Mikko Paananen

## Thể loại nhạc của HIM
Trên các website và các trang mạng xã hội của mình, thể loại nhạc của HIM đều được ghi là Alternative rock nhưng các fan thường gọi thể loại nhạc của họ là Love metal. Trong một số cuộc phỏng vấn, thủ lĩnh Ville đã trả lời rằng họ đã tạo ra thể loại love metal bằng cách kết hợp và pha trộn giữa các thể loại khác của rock đó là alternative rock, gothic rock , hard rock, heavy metal, doom metal

## Heartagram

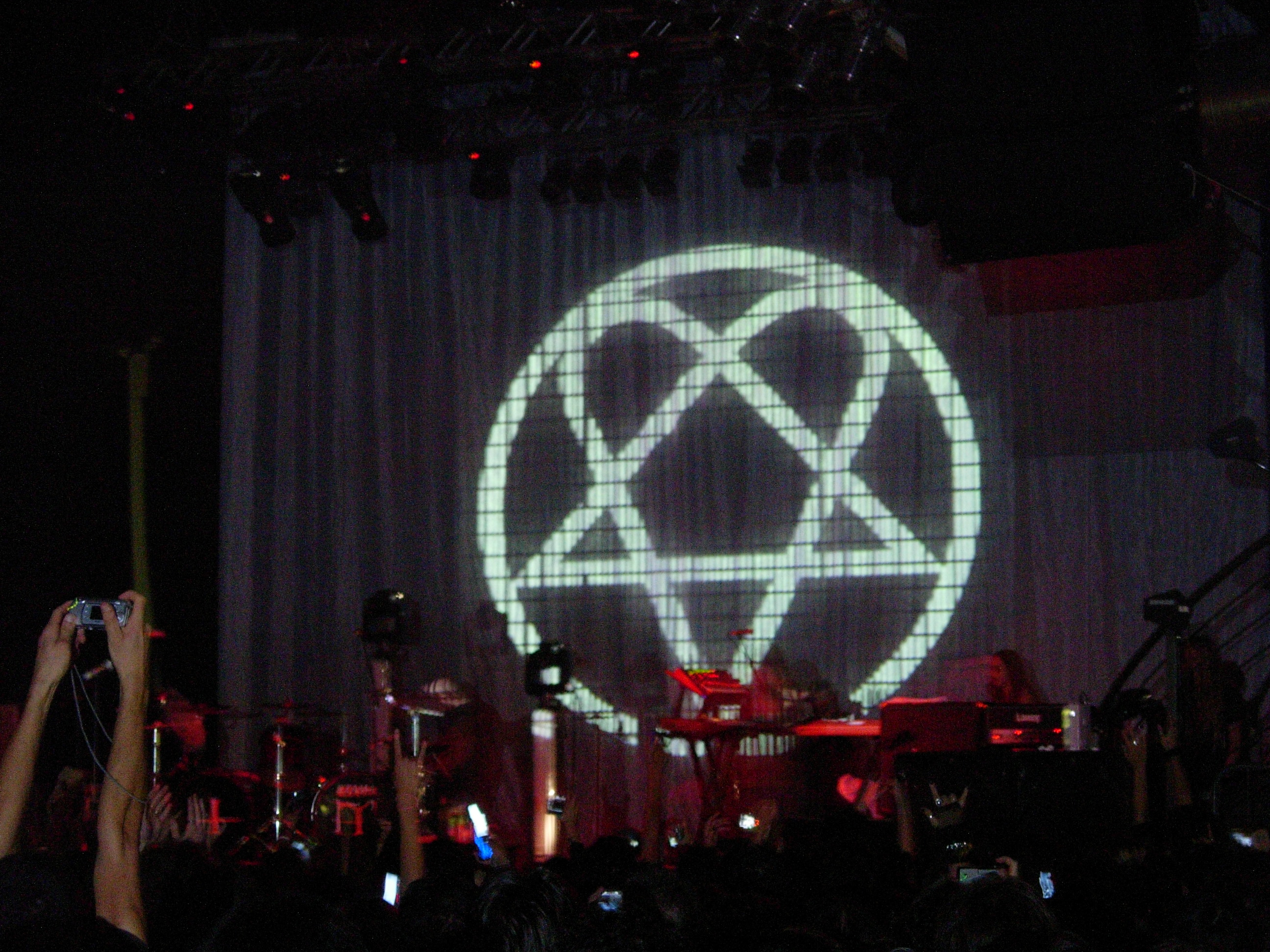
HIM trên sân khấu với một biểu tượng Heartagram sáng ở đằng sau.

Heartagram, cách chơi chứ của Heart (trái tim) và Pentagram (sao 5 cánh) là biểu tượng của HIM được tạo bởi Ville Valo vào ngày sinh nhật thứ 20 của anh ấy. Anh nói "biểu tượng đại diện cho HIM cũng như cho love metal" Rất nhiều fan của HIM có hình xăm Heartangram

## Tên ban nhạc
Tên ban đầu của ban nhạc là His Infernal Majesty (vua của địa ngục), nhưng cái tên này dễ gây nhầm lẫn với Infernäl Mäjesty, một ban nhạc thrash metal Canada, HiM, một ban nhạc post-rock Mỹ, hoặc 4Him, một nhóm nhạc hát thánh ca. Ban nhạc đổi tên thành HIM khi phát hành single Wicked game. Ban nhạc đã phải phát hành album thứ hai Razorblade Romance (1999) với tên HER tại Mỹ. Cùng thời điểm đó họ lưu diễn tại châu Âu với tên HIM and HER. Sau này ban nhạc đã đăng ký bản quyền tên HIM trên toàn thế giới.

## Album
- Greatest Love Songs Vol. 666 (1997)
- Razorblade Romance (1999)
- Deep Shadows and Brilliant Highlights (2001)
- Love Metal (2003)
- Dark Light (2005)
- Venus Doom (2007)
- Screamworks: Love in Theory and Practice, Chapters 1–13 (2010)
- Tears on Tape  (2013)

## Thành viên

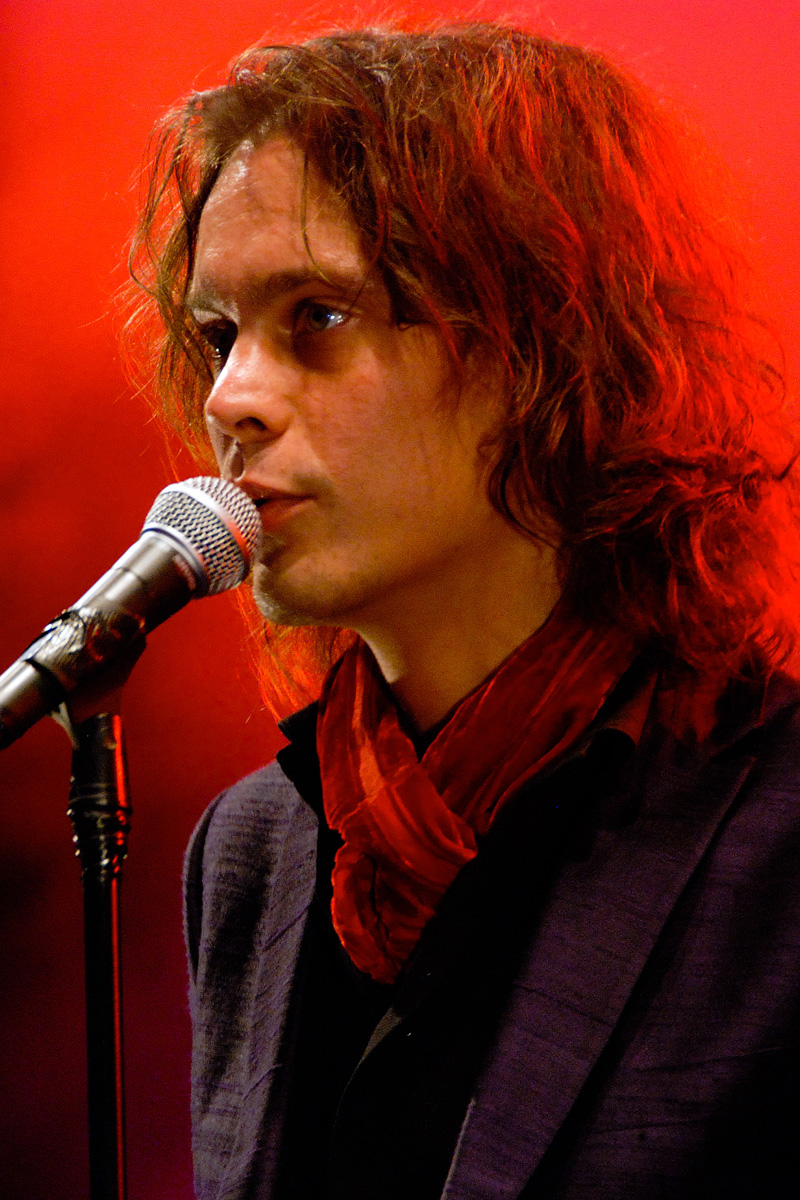
Lead vocalist for HIM, Ville Valo.

| Thành viên hiện tại - Ville Valo — ca sĩ, guitar (1991–nay) - Mikko Lindström — lead guitar, acoustic guitar (1991–nay) - Mikko Paananen — bass guitar, backing vocals (1991–1992, 1995–nay) - Mika Karppinen — drums, percussion (1999–nay) - Janne Puurtinen — keyboard, backing vocals (2001–nay) | Thành viên cũ - Juippi — drums, percussion (1991–1992) - Juha Tarvonen — drums, percussion (1991–1992) - Oki — guitar (1996) - Antto Melasniemi — keyboard (1995–1999) - Juhana Tuomas "Pätkä" Rantala — drums, percussion (1995–1999) - Sergei Ovalov — keyboard (1999, touring only) - Jussi-Mikko "Juska" Salminen — keyboard (1999–2001) |